# Канабеково (Пермский район)
Канабеково — деревня в Пермском районе Пермского края. Входит в состав Фроловского сельского поселения.

## Географическое положение
Расположена на правом берегу реки Быковка примерно в 32 км к востоку от административного центра поселения, села Фролы, и в 34 км к юго-востоку от центра города Перми.

## Население
| 2010 |
| ---- |
| 9    |

## Улицы[2]
- Нагорная ул.
- Уральская ул.

## Топографические карты
- Лист карты O-40-78 Серга. Масштаб: 1 : 100 000. Состояние местности на 1983 год. Издание 1984 г.